# Compagnie des tramways de Reims

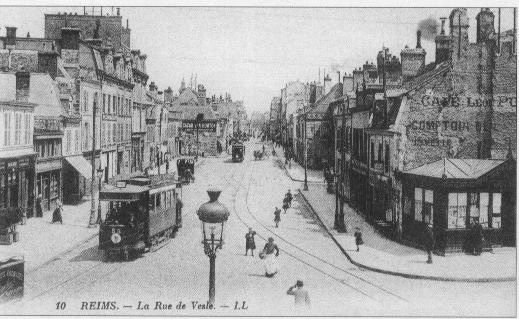
Tramway rue de Vesle

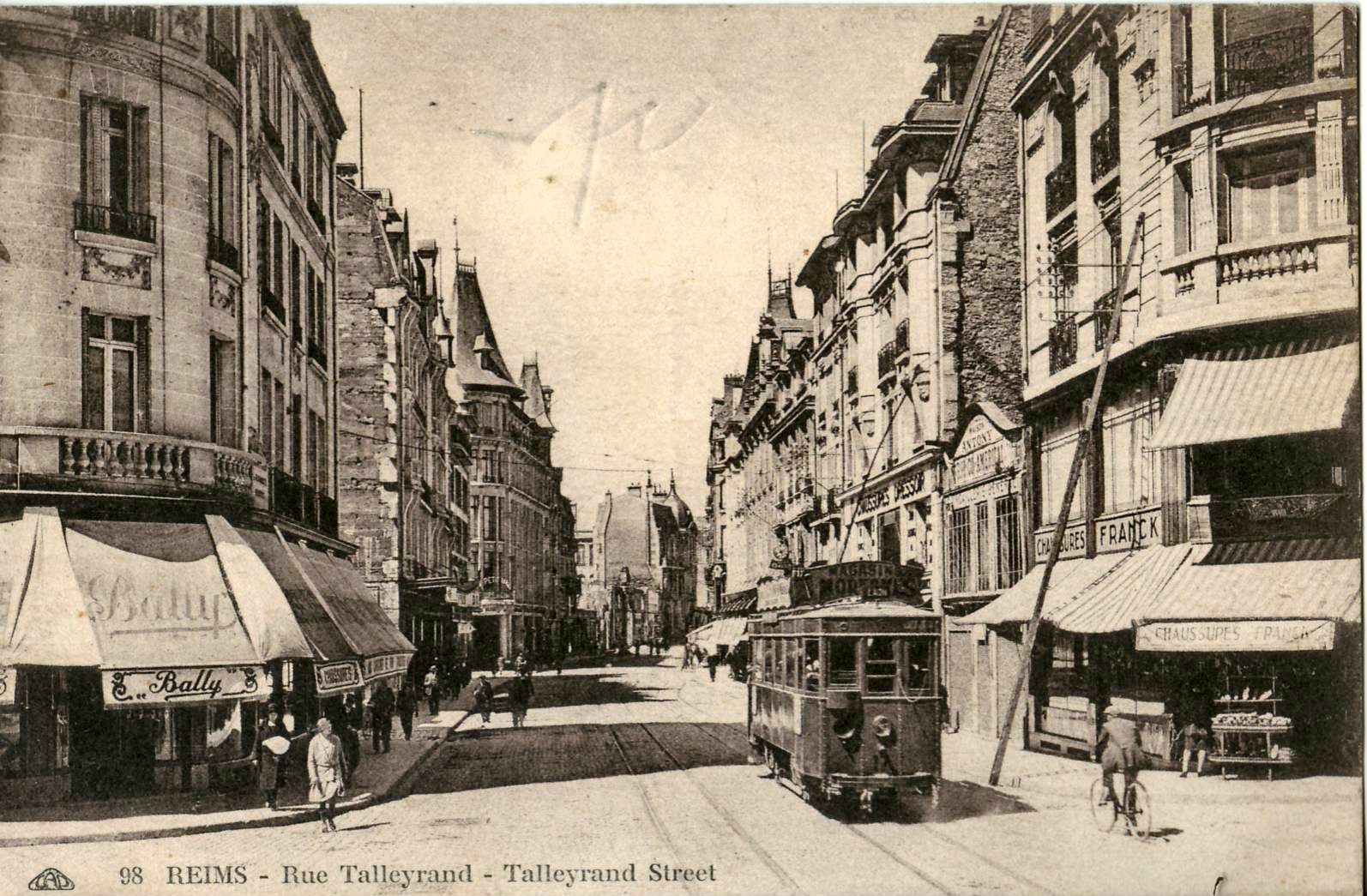
Un tramway rue Talleyrand

La Compagnie des tramways de Reims (CTR) est une ancienne compagnie de tramways, constituée le 5 février 1881, pour construire et exploiter le réseau de la ville de Reims. Le siège de la compagnie est à Bruxelles. Elle se substitue à messieurs Léon Vercken et Guillaume Sopers le 23 avril 1883. La compagnie est dissoute en 1939, lors de la disparition du réseau. La ligne A est la dernière a fonctionner le 15 octobre 1939.

## Le réseau
La CTR a obtenu la concession d'un réseau de plusieurs lignes de tramways à chevaux.
- 1 : Gare - Hôtel de Ville - Place Royale - Cathédrale - Gare, (ligne circulaire),
- 2 : Faubourg de Laon - Gare - Place Royale - Pont Fléchambault,
- 3 : Faubourg Cérès - Place Royale - Pont d'Épernay
- 4 : Porte Dieu-Lumière - Place Royale

Elle construit en 1899 un réseau de tramways électriques comprenant les lignes suivantes :
- A : Faubourg Cérès - Place Royale - Faubourg de Paris ( La Haubette ), (4,2 km) ,
- B : Faubourg de Laon - Porte Dieu - Lumière - Pont-Huon, ((5,3 km) ,
- C : Neufchâtel - Sainte-Anne, (4,8 km) ,
- D : Clairmarais - Gare - Faubourg de Cernay, (3,5 km) ,
- E : Pont-Neuf - rue de Cernay - Boulevard Lundy - Boulevard Roederer, rue de Courcelles - Pont-Neuf (6,2 km) (ligne circulaire),